# Juan Boselli (Fußballspieler, 1994)
Juan Boselli, vollständiger Name Juan Martín Boselli Duque, (* 28. Oktober 1994 in Montevideo) ist ein uruguayischer Fußballspieler.

## Karriere
Der 1,76 Meter große Offensivakteur Boselli spielte im Jugendfußball 2008 in der Septima División für Centro Atlético Fénix. Anschließend durchlief er dort die diversen Jugendmannschaften über die Sexta División (2009), U-16 (2010), die Quinta División (2011) und die Cuarta División (2012 bis 2013). Ab 2013 gehörte er dem Kader der Reserve (Formativas) Juventuds in der Tercera División an. Im Juli 2014 befand er sich gemeinsam mit drei weiteren Uruguayern (Roberto Hernández, Emiliano Denis, Jonathan Rak) zu Probetrainingseinheiten beim FC Cartagena in Spanien, kehrte jedoch anschließend nach Uruguay zurück. Sein erstes Pflichtspiel im Profifußball absolvierte er für Juventud am 13. August 2015 im Rahmen der Copa Sudamericana beim 4:1-Heimsieg gegen Real Potosí. In der 72. Spielminute wurde er von Trainer Jorge Giordano für Matías Mirabaje eingewechselt. Sein Debüt in der Primera División feierte er am 2. September 2015 bei der 0:3-Heimniederlage gegen den Club Atlético Rentistas, als er in der 71. Spielminute ebenfalls für Mirabaje das Spielfeld betrat. In der Spielzeit 2015/16 kam er in 26 Erstligapartien (vier Tore) und zwei Begegnungen (kein Tor) der Copa Sudamericana 2015 zum Einsatz. Seine Zeit bei Juventud, die offenbar auf einem Ausleihgeschäft mit Fénix basierte, endete Anfang Juli 2016. Zu diesem Zeitpunkt wechselte er zum Club Atlético Peñarol.